# Borda de Cansat
La Borda de Cansat és una borda del terme municipal de la Torre de Cabdella, a l'antic terme de Mont-ros, al Pallars Jussà. Està situada a l'esquerra del Flamisell, a ponent i dessota del poble de Paüls de Flamisell. També és a sota, i al nord-oest, del Serrat Roi.